# Sinikiéré
Sinikiéré, parfois orthographié Sinikéré, est une commune rurale située dans le département de Bindé de la province du Zoundwéogo dans la région du Centre-Sud au Burkina Faso.

## Santé et éducation
Sinikiéré accueille un centre de santé et de promotion sociale (CSPS) tandis que le centre médical (CMA) le plus proche se trouve à Manga.
La commune possède plusieurs écoles primaires et un collège d'enseignement général (CEG).